# داء كاموراتي إنغلمان
داء كاموراتي إنغلمان (سي إي دي) هو اضطراب وراثي جسمي سائد نادر جدًا يسبب تشوهات مميزة في الهيكل العظمي. يعدّ شكل من أشكال خلل التنسج. يُعرف أيضًا باسم خلل التنسج الجَدْلِيّ التدريجي. عادة ما يكون لدى المرضى عظام سميكة بشكل كبير، خاصةً جسم العظم للعظام الطويلة. قد تتسمك عظام الجمجمة بحيث تسبّب تضيق على مسار الأعصاب والأوعية الدموية ضمن الجمجمة، ما قد يسبب عجز حسي أو عمى أو صمم.
يظهر هذا المرض غالبًا في مرحلة الطفولة ويعتبر وراثيًا، لكن لا يمتلك العديد من المرضى سوابق عائلية للإصابة بداء كاموراتي إنغلمان. المرض يتطور ببطء، وبالرغم من عدم وجود شِفاء، إلا أنَّه قابل للتدبير والمعالجة. ويعود الفضل إلى إم. كاموراتي وجيه. إنغلمان في اكتشافه.

## العلامات والأعراض
يشكو المرضى الذين يعانون من سي إي دي من آلام مزمنة في عظام الساقين أو الذراعين، وضعف في العضلات (اعتلال عضلي) ومن طريقة مشي متمايلة. تشمل المشاكل السريرية الأخرى المرتبطة بالمرض زيادة التعب، والضعف، والتشنجات العضلية، والصداع، وصعوبة اكتساب الوزن، وتأخر في سن البلوغ. يغيب عظم الظنبوب عند بعض المرضى أو يتطور بشكل غير طبيعي، وقد يتظاهر المرض بقدم مسطحة أو جنف.
قد يتسبب هذا المرض أيضًا بزيادة قساوة العظام بشكل غير طبيعي ما يُشير إلى التَصَلُّب. قد تؤثر هذه القساوة على العظام الموجودة في قاعدة الجمجمة أو العظام الموجودة في اليدين أو القدمين أو الفك، ما يسبب تألمًا وألمًا مستمرًا في أجزاء الجسم المصابة، وُصف الألم بأنه إما ألم طاعن كهربائي حارق، أو إحساس متزايد بالضغط حول العظام، أو ألم مستمر ينتشر عبر عدة عظام طويلة في وقت واحد. قد يحدث الألم أيضًا في الوركين والمعصمين والركبتين والمفاصل الأخرى بسبب انغلاقها (تصبح المفاصل شديدة الصلابة وغير متحركة ومؤلمة)، هذا يحدث عند المشي صعودًا أو نزولًا على السلالم، أو الكتابة لفترات طويلة من الزمن، أو خلال الأشهر الباردة من العام. يميل الأشخاص المصابون بهذا المرض إلى أن يكون لديهم طريقة مشي مميزة جدًا تُشخص طبيًا على أنها مشية متمايلة. يُلاحظ ذلك من خلال طريقة المشي ذات القاعدة العريضة مع تمايل يشبه البطة وصولًا إلى حالة التأرجح، وينخفض الحوض بجانب الساق التي تبدأ بالارتفاع، والانحناء الأمامي الملحوظ للعمود الفقري القطني، وتأرجح الجسم بشكل واضح.
يكون الألم شديدًا بشكل خاص أثناء النوبة، وهذه الأعراض قد تكون غير متوقعة، ومرهقة، ومستمرة في أي جزء من الجسم من بضع ساعات إلى عدة أسابيع. هذا أمر شائع للعديد من مرضى سي دي إي، وغالبًا ما يؤدي إلى اعتلال عضلي وحرمان شديد من النوم بسبب الألم المزمن والشديد المسبب للعجز. من الممكن أن يحتاج المرضى إلى استخدام كرسي متحرك (أو مساعدة مقدم رعاية في ارتداء الملابس، والاستحمام، والتسوق، وإعداد وجبات الطعام، أو رفع الأشياء الثقيلة) خاصة عند طريحي الفراش أو الذين يحتاجون البقاء في المنزل لأيام أو أسابيع في كل مرة. قد تبدأ النوبات أو تتزايد بسبب قفزات النمو أو الإجهاد أو الإرهاق أو التمارين الرياضية أو الوقوف أو المشي لفترة طويلة أو المرض أو العدوى أو التعرض لرض أو إصابة أو بعد الجراحة والتخدير أو الطقس البارد والعواصف الرعدية والتغيرات المفاجئة في الضغط الجوي.

## سبب المرض
سبب المرض طفرة في تركيب البروتين المعروف باسم TGFB1 الموجود على الكروموسوم 19q13.
السبب الدقيق وراء حدوث هذه الطفرة غير معروف بعد.

## التشخيص

### التصنيف
يوجد نمطان:
- النمط الأول متعلق ببروتين TGFB1.[1]
- النمط الثاني غير متعلق ببروتين TGFB1.[6]

يرتبط النمط الأول من داء كاموراتي إنغلمان بخطأ في تركيب بروتين TGFB1، يصيب الأشخاص الذين لديهم النمط الفرداني منD19S881 حتى D19S606، يُنمط جين TGF-B1 بروتين TGFB1، والذي يوجد على الكروموسوم q13.1-13.319، يُعد هذا بروتين مسؤولًا عن العديد من الوظائف، أحدها تنظيم عمل الخلايا بانيات العظم وناقضات العظم، بشكل يقلل فيه ارتشاف العظم ويزيد من تشكّله. يمكن أن تتأثر هذه الوظائف بسلسلة من الطفرات التي تحدث على الإكسون الرابع، بالقرب من نهاية الكربوكسيل للببتيد المرتبط بالكمون، أو ما يُعرف بـ LAP. يُعبّر عن TGFB1 كشكل كامن، وشكل ناضج وB1-LAP. تؤثر الطفرات في R218H على ارتباط B1-LAP والشكل الناضج لـ TGFB1 عن طريق التغييرات الجزيئية في B1-LAP. يمكن أن تؤدي هذه الطفرات إلى تراكم TGFB1 الناضج، والذي يتراكم بشكل أساسي في الخلايا الليفية المتأثرة بطفرة R218H. الخلايا الليفية هي نوع من الخلايا التي تنتج الكولاجين والمطرق خارج الخلية. يشير هذا إلى أن طفرة R218H تسبب انفصالًا بين TGFB1 الناضج وB1-LAP. تقلل الطفرات في مواقع LLL12-13ins وY81H من إفراز TGFB1 إلى خارج الخلايا الليفية، مما يؤدي إلى تراكم TGFB1 داخل الخلايا.
ما يزال داء كاموراتي إنغلمان من النمط الثاني تخمينيًا، ولا يوجد دليل واضح على وجوده. هناك العديد من أوجه التشابه بين النمط الثاني من داء كاموراتي إنغلمان وفرط التعظم المعمم مع تثلّم العظام (HGS)، ويعتقد البعض البعض أنهما نوعان مختلفان من النمط الظاهري لنفس المرض.

## العلاج
مرض كاموراتي إنغلمان قابل للعلاج إلى حد ما. تستخدم الهرمونات القشرية السكرية، وهي عوامل مضادة للالتهابات ومثبطة للمناعة، في بعض الحالات. يساعد هذا النوع من الأدوية في تقوية العظام، ولكن يمكن أن يكون له آثار جانبية متعددة. ذُكرت الهرمونات القشرية السكرية في العديد من التقارير كأهم الأمثلة على العلاجات الناجحة للمرض؛ لأن بعض الآثار الجانبية لها يمكن أن تفيد الشخص المصاب بداء كاموراتي إنغلمان. يساعد هذا الدواء على تخفيف الألم والإرهاق بالإضافة إلى تصحيح بعض التشوهات الشعاعية.

## شخصيات بارزة
استخدم جون بيلوسو، كاتب برنامج غوست ويسبر التلفزيوني الذي يُعرَض على سي بي إس، كرسيًا متحركًا منذ سن 13 بسبب داء كاموراتي إنغلمان. وتوفي في 10 فبراير 2006 عن عمر يناهز 36 عامًا في مدينة نيويورك.[بحاجة لمصدر]